# Данилейко Володимир Григорович
Володимир Данилейко (9 серпня 1930, с. Демина Балка, тепер Хорольського району Полтавської області — 22 січня 2017, Київ, Україна) – український культуролог, народознавець, фольклорист, літератор, мистецтвознавець, поет.

## Життєпис
У дитинстві слухав безліч материних пісень, у тому числі історичних. Вона знала їх від діда Григорія і бабусі Килини.
1953 — закінчив філологічний факультет Харківського університету та Харківську консерваторію.
1954 — закінчив Київський університет імені Тараса Шевченка.  

### Діяльність
1970 — 1988 — Вчений секретар Секції образотворчого мистецтва Товариства охорони пам’ятників історії та культури України.
1995 — 2000 — Голова Полтавського обласного осередку НСМНМУ.
Працював у редакціях газет і журналів Переяслава-Хмельницького, Києва, Полтави: «Культура і життя» (1955 – 1963); «Літературна Україна» (1963 – 1965); «Народна творчість та етнографія» (1966 – 1971); «ОМ» (2000 – 2004); «Зоря Полтавщини» (1986 – 1991); «Полтавська думка» (1991 – 1994).

### Впровадження народних звичаїв та обрядів

Фото з особистого архіву подружжя Данилейків.

Данилейко – діяльна постать у сучасній національній культурі України, зокрема, у впровадженні народних звичаїв, обрядів.
Він організовував ватаги колядників у Києві, Львові, Полтаві (1961 – 1999), впровадив обжинки в Україні (1962), свято Купала на Черкащині (1971), ініціатор гурту «Гомін» (Київ, 1970 – 1971).
Його художнім керівником із подачі Данилейка став Леопольд Ященко – майбутній лауреат Шевченківської премії. Хоровий колектив виконував історичні та побутові пісні і, за словами самого творця колективу, був справді голосом народу.
Засновник етнографічного гурту «Орта» (Полтава, 1994 – 2000), Великоднього ходу, Великоднього кола і Великоднього вогню у Полтаві (1995).
Внеском в українську культуру можна вважати поставлений за сприяння Данилейка Світовид (Київ, 1971) та проектування монумента Кию, Щеку, Хориву, Либеді на Замковій Горі (Київ, 1982).
Задумав поставити у Києві пантеон давніх богів українців – Велеса, Перуна, Свароґа, Стрибога, Дану, Даждбога, Рода, Мокошу, Ладу, Ярила, Хорса, Берегиню.
Автор статей про вітраж, народні ремесла Полтавщини, критерії вивчення та розвиток українського народного мистецтва, нарису до альбому «Марія Приймаченко»; видав репертуарну збірку «Свято врожаю» і «Повість про народний хор» (усі – Київ, 1971). Уклав каталоги про І.-В. Задорожного і Н. Бабенко (Київ, 1996).
Данилейко є також автором концепцій навколосередземноморських витоків доґрецької культури українців (укрів), пірамідальності української архітектури, ра-мовності українців, ужитковості їхнього народного митецтва і ремесел, навхресного прочитання археологічних начертань та написів, космологічного розшифрування української абетки, знаків, символів і понять українського образотворчого, словесного і музичного мислення, речник проголошення теорії виображення у мистецтві. Окреслене Данилейком поняття світославства – це місія, національний шлях буття українців у Світі і Всесвіті. Зокрема, у мистецтві відображуючі художники лише бачать Світ, представники прозахідних течій розчленовують (розщеплюють, перетворюють) Світ, християни люблять Його, українські народні мистці — Світ славлять. Космотеїзм (космобожжя) українців Данилейко визначає як національне обожнювання Світу і всього у Світі, коли богами стають надпотужні вияви Всесвітніх енерґетик; чим далі суголоситиметься людина зі Всесвітом, тим більше відкриватимуться їй його енерґетизми.

### Твори
Написав пісні: «Соборна Україна», «Найдорожча», «Патріоти України», «Гой ти, тирсо – імла степовая», «Ой сядьмо, мій брате, та Січ ізгадаєм», «Гімн Великому Кобзареві», «Про Марусю Чурай», «Ой над Дніпром, у Каневі», «Там, де котить Дніпро свої хвилі-вогні», «У синім небі – лелечий цвіт», «Роси-роси, дощику, ярину», «Золоті килими», «Ой Чорнобиль-чорнобильське горе», «Та гей, кобзарі»; вірші: «Гідність», «Наказ 1972 року», «Свіча», «Сокіл», «Мені щось не співається», «Гончарівня», «Світочі», «Вежа», «Я знов співаю Україну», «Кладем граніт Нової України», «Задзвони, Україно, дзвонами», «Я – з вами, я – живий», «Капище «Гомону», «Про ницого», «Тривогою позначено наш час», «Заповіт пам’яті», «Влада», «Українська мова»; поеми: «Чорнобильці», «Самійло Величко», «Маруся Чурай»; прозу: «Веремія», «Колгоспники», «Кріпаки», «Повість про народній хор».

### Членство в організаціях
1960 — Член Національної спілки журналістів України.
1992 — Член Національної спілки майстрів народного мистецтва України.
2000 — Член Національної спілки художників України.
2000 — Член Національної спілки кобзарів України.

## Нагороди
- 1982 — Нагороджений медаллю «1500-ліття м. Києва».
- 2010 — Лауреат полтавської обласної премії імені Івана Котляревського.

## Родина
У шлюбі з Дружиною — Ніною Данилейко народилося шестеро дітей. З них дві доньки — Соломія і Маруся та чотири сини — Світослав, Кий, Северин, Данило.
Кий Данилейко(нар. 1982) — дизайнер, графік, живописець, колишній учасник гурту Гуляйгород, NoveMore.
Северин Данилейко (нар. 1983) — музикант, етноспівак, фольклорист, дослідник, актор, громадський діяч, лауреат Міжнародних конкурсів, співзасновник і учасник фольк-гурту «Хорея Козацька», співпрацює з етногуртами «Гуляйгород», «Буття», NoveMore.
Данило Данилейко (нар. 1985) — учасник гуртів Гуляйгород і NoveMore.
Маруся Данилейко (нар. 1989) — учасниця гурту NoveMore, колишня співачка гурту «Хорея Козацька» (2010 – 2013).
Соломія (нар. 1979) – хормейстер у Кам’янці-Подільському.
Світослав (нар. 1980) — аранжувальник пісень сімейного ансамблю Данилейків «Світовид», колишній учасник хору «Гомін» та гурту NoveMore.

## Вшанування пам'яті
У місті Полтава провулок Глінки перейменували на провулок Володимира Данилейка.
26 липня 2024 року у місті Хорол вулицю Некрасова перейменували на вулицю Володимира Данилейка.

## Праці
- Деякі прикметні напрямні нашого народномистецтвознавства та передбачення його можливого поступу // Народне мистецтво Полтавщини. Наук.-теоретична конференція, присвячена 70-річчю ПХМ (1–2 черв. 1989). Тези наук. доповідей і повідомлень. – Полтава, 1989;
- Іван-Валентин Задорожний: Живопис, графіка, монументальне мистецтво. – К., 1991; До аспектів етнографізму і космології у творчості Івана-Валентина Задорожного // ОМ. – К., 1997. – Ч. 1;
- Космологія українського образотворчого мислення // V Гончарівські читання. Феноменологія українського народного мистецтва: форма і зміст (тези доповідей, виступів, повідомлень). 9–10 жовт. 1998. – [К., 1998]; Надія Бабенко: Каталог творів / Упоряд. О. Бабенко, авт. вступ. ст. і резюме В. Данилейко. – [К., 1998];
- Плин нашої культури // ОМ. – К., 1998. – Ч. 1;
- Про мої Артанійські зацікавлення // Артанія. – К., 1999. – Кн. 5;
- Раїна Євгена Лещенка // ОМ. – К., 2002. – Ч. 4;
- Молитва до України // Андрій Сербутовський: Малярство / За заг. ред. М. Маричевського. – К., 2004;
- Вісім Променів Різдва. – [К.: б. в., 2005]. – 16 с.;
- Думки / Зібрав та узгодив О. Ханко. – Полтава, 7514 [2006]. – 516, ХІІ, [XVI] с.;
- Реекспозиції української абетки / Упоряд. О. Ханко. – К., 7515 (2007). – 40 с.